# Michael Showalter
 (mars 2013).
Si vous disposez d'ouvrages ou d'articles de référence ou si vous connaissez des sites web de qualité traitant du thème abordé ici, merci de compléter l'article en donnant les références utiles à sa vérifiabilité et en les liant à la section « Notes et références ».
Michael Showalter, né le 17 juin 1970, est un comique, acteur, scénariste et réalisateur américain.

## Biographie
Michael Showalter est membre du trio comique étasunien Stella. Il est connu pour avoir fait partie de la distribution de la série comique The State, produite et diffusée sur MTV de 1993 à 1995.
L'acteur coécrit et joue dans le film Wet Hot American Summer. Showalter scénarise, dirige et joue également dans la production indépendante The Baxter qui sort en 2005.

### Vie privée
Showalter est marié avec Anne Kalin Ellis depuis le 16 janvier 2011. Ils se sont mariés à New York.

## Filmographie

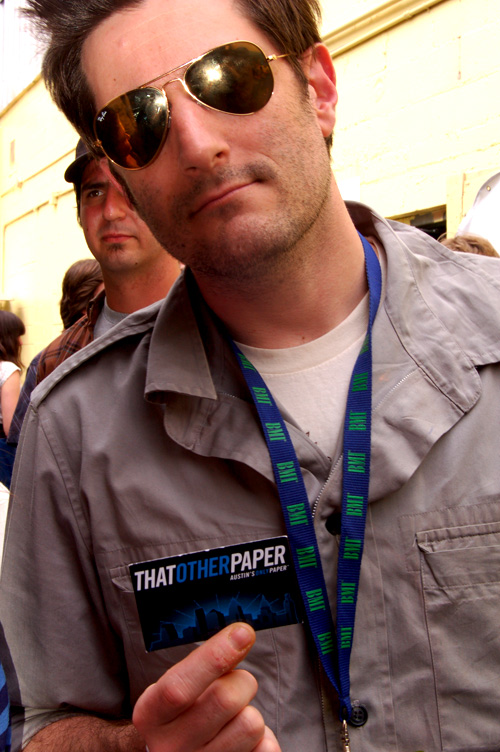
Michael Showalter, 16 mars 2007.

- 1998 : Casses en tous genres de John Hamburg
- 2001 : Wet Hot American Summer de David Wain
- 2015 : Wet Hot American Summer: First Day of Camp de David Wain
- 2015 : Hello, My Name Is Doris (réalisateur)
- 2017 : Wet Hot American Summer: Ten Years Later de David Wain
- 2017 : The Big Sick (réalisateur)
- 2020 : Les Tourtereaux (The Lovebirds) (réalisateur)
- 2021 : Dans les yeux de Tammy Faye (The Eyes of Tammy Faye)
- 2022 : Spoiler Alert
- 2022 : The Dropout (4 épisodes)
- 2024 : L'Idée d'être avec toi (réalisateur)
- 2025 : Oh. What. Fun (réalisateur)

## Sources
- (en) Cet article est partiellement ou en totalité issu de l’article de Wikipédia en anglais intitulé « Michael Showalter » (voir la liste des auteurs).